# Schloss Bürgeln

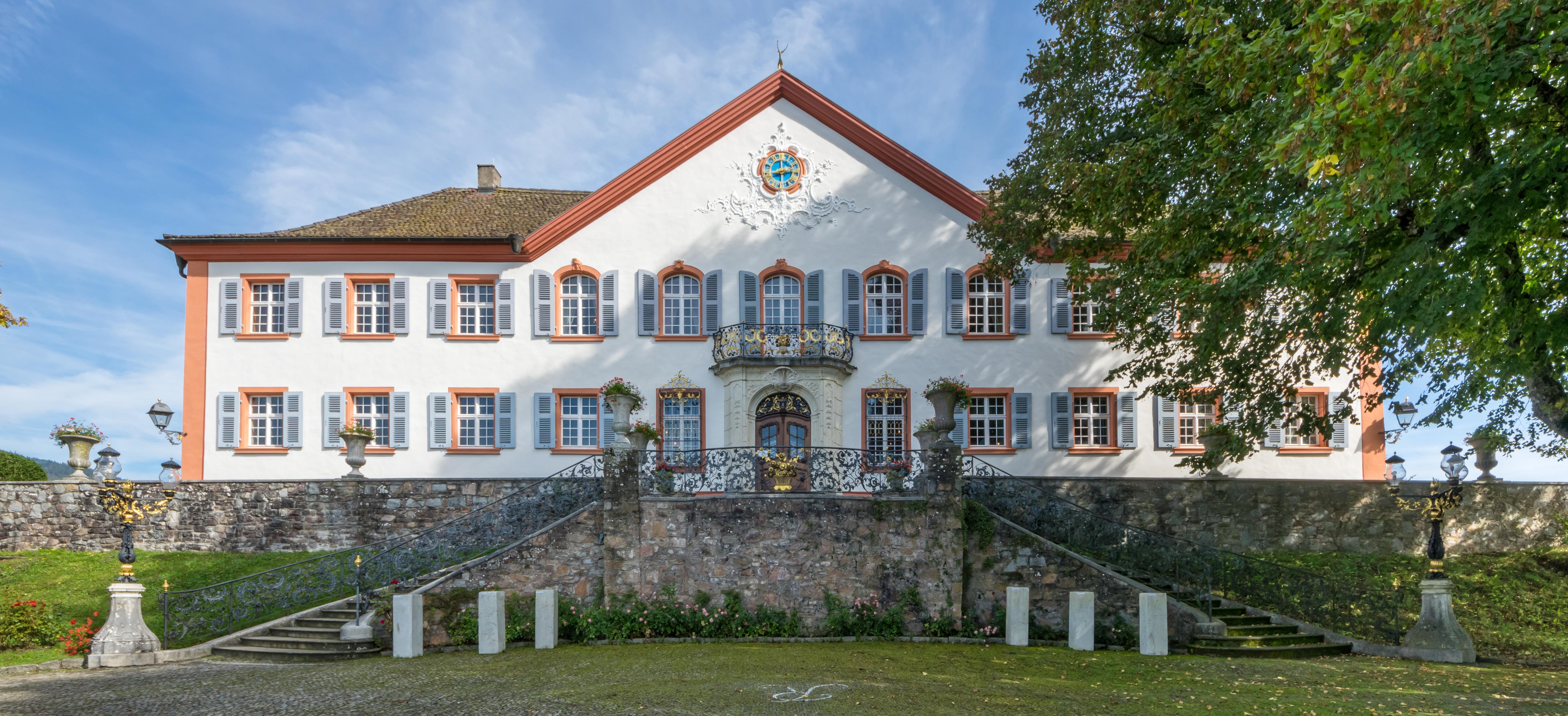
Schloss Bürgeln

Das Schloss Bürgeln ist ein Schloss auf einer 665,4 m ü. NHN hohen bewaldeten Höhe oberhalb des Schliengener Ortsteils Obereggenen. Politisch gehört das Gebiet heute zur Gemeinde Schliengen im Landkreis Lörrach in Baden-Württemberg.
1762 wurde der Bau von Franz Anton Bagnato auf Veranlassung des Propstes von Bürgeln, Aloysius Mader, und des Fürstabtes Meinrad Troger vom Kloster St. Blasien, zu dem die Propstei gehörte, im Stil des Rokoko begonnen und 1764 unter Fürstabt Martin Gerbert vollendet.

## Geschichte

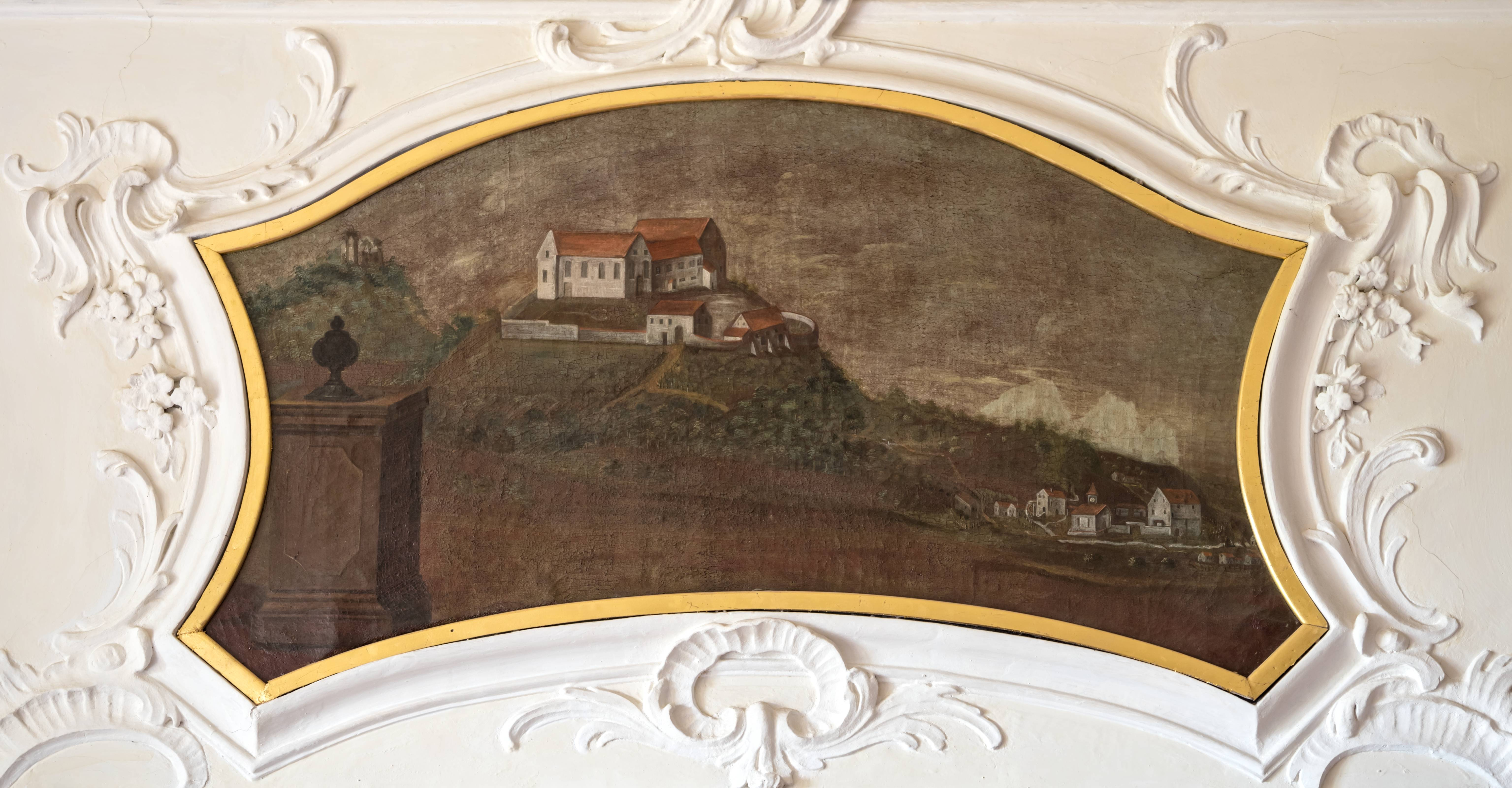
Das Schloß Bürgeln in der alten Form

### Die Herren von Kaltenbach
Dem Bericht des im 12. Jahrhundert verfassten Chronicon Bürglense gemäß stand auf dem Bürgelnberg schon lange eine von den Vorfahren der Herren von Kaltenbach gebaute Kirche, die von einem Leutpriester bedient wurde. In Urkunden und Chroniken finden sich die Namensformen Búrgilon, Burgilun, Burgelun. Um 1120 trat Ritter Werner von Kaltenbach d. Ä. unter dem Einfluss des in das Kloster St. Blasien geflohenen Bischofs von Konstanz, Gebhard III., in das Kloster ein. Etwa um 1125 vermachte sein lediger Sohn Wibert mit Einverständnis des Vaters und seines ebenfalls im Kloster St. Blasien lebenden Bruders Werner den gesamten Kaltenbachischen Besitz dem Kloster. Hierzu gehört auch der Bürgelnberg, auf dem die Kirche des Dorfes Obereggenen stand, und die dem Geschlecht der Kaltenbach als Grablege diente. Die Geschichte der Gründung der Propstei stützt sich auf die zeitgenössische Chronik Chronicon Bürglense.

### Propstei Bürgeln des Klosters St. Blasien bis zur Reformation
1126 gründete Abt Berthold I. von St. Blasien auf Bitte Werners d. Ä. zunächst eine Cella mit nur drei Brüdern und kurz darauf auch eine Propstei, deren erster Propst Werner von Kaltenbach d. J. wurde. 1267 zerstörte ein Feuer Kirche und Klosterzellen. Abt Arnold II. sorgte für den Wiederaufbau, der 1277 in die Weihe des neuen Altars mündete.
Die Propstei hatte einerseits weltliche Aufgaben (Verwaltung des sankt-blasischen Grundbesitzes im Markgräflerland; Erhebung der Abgaben) und andererseits geistliche Aufgaben als Klosterzelle. Sie musste die geistliche Betreuung des nahen Kloster Sitzenkirch sowie der Gemeinden Obereggenen, Kaltenbach und Marzell sicherstellen. Im Bauernkrieg überfielen die Markgräfler Bauern am 3. Mai 1525 die sankt-blasischen Propsteien Weitnau, Sitzenkirch sowie Bürgeln und plünderten diese.

### Propstei Bürgeln von der Reformation bis zur Säkularisation
Während das Kloster St. Blasien und seine großen Besitzungen zu Vorderösterreich gehörten, war der Landesherr der Propstei Bürgeln der Markgraf von Hachberg-Sausenberg und später jener von Baden-Durlach. Mit der neuen Kirchenordnung wurde zum 1. Juni 1556 die Reformation in der Markgrafschaft eingeführt. Die Propstei verlor damit ihre geistlichen Aufgaben, da der Markgraf das Kloster Sitzenkirch auflöste und in den bisher von Bürgeln betreuten Gemeinden protestantische Pfarrer einsetzte.
1689 – im Pfälzer Erbfolgekrieg – beschädigten französische Truppen die Propstei schwer. Von 1692 bis 1698 blieb das Propsteigebäude wegen des schlechten baulichen Zustands unbewohnt, der auch nach Reparaturarbeiten unbefriedigend blieb; verschiedene Pröpste trugen sich mit Neubauplänen. Jedoch erst 1762 war Aloysius Mader bei seinem Abt, Meinrad Troger, erfolgreich. „Die neue Probstei musste in baulicher Hinsicht mehr sein, als nur ein Verwaltungsgebäude. Es ging um Repräsentation und um die Zurschaustellung katholischer Macht“.
Der alte Bau wurde 1762 bis auf die Grundmauern abgerissen, und der Neubau begann unter der Leitung von Franz Anton Bagnato. 1764 wurde der Bau im Rokokostil abgeschlossen. Die zweigeschossige Hauptfront ist nach Westen gerichtet und weist einen zentralen Giebel auf. Auf der Nordseite ist eine Kapelle in den Bau integriert.
Der Fürstabt Martin Gerbert von St. Blasien wehrte sich 1782 erfolgreich gegen den Josephinismus des österreichischen Landesherrn Joseph II. und konnte die Säkularisation des Klosters St. Blasien und seiner Propsteien zunächst verhindern.
Im Frieden von Lunéville (1801) zwischen Frankreich und dem Deutschen Reich erhielt Frankreich definitiv die seit 1795 besetzten deutschen linksrheinischen Gebiete. Das Reich wurde zur Entschädigung der von Gebietsverlusten betroffenen Fürsten verpflichtet. Im Reichsdeputationshauptschluss von 1803 wurde festgelegt, dass die weltlichen Fürsten durch die Säkularisation kirchlicher und die Mediatisierung kleinerer Reichsstände abgefunden werden sollten. Der Malteserorden mit seinem Großpriorat in Heitersheim erhielt die Besitzungen der Abtei St. Blasien zugewiesen. Allerdings verweigerte das Haus Österreich die Übergabe. Nach dem Friede von Pressburg fiel dann der gesamte österreichische Breisgau am 15. April 1806 an Baden. Mit der Rheinbundakte vom 12. Juli 1806 fiel auch das Malteser Fürstentum Heitersheim an das Großherzogtum Baden, womit die Propstei Bürgeln definitiv Baden zugeschlagen wurde.

### Schloss Bürgeln von der Säkularisation bis 1957

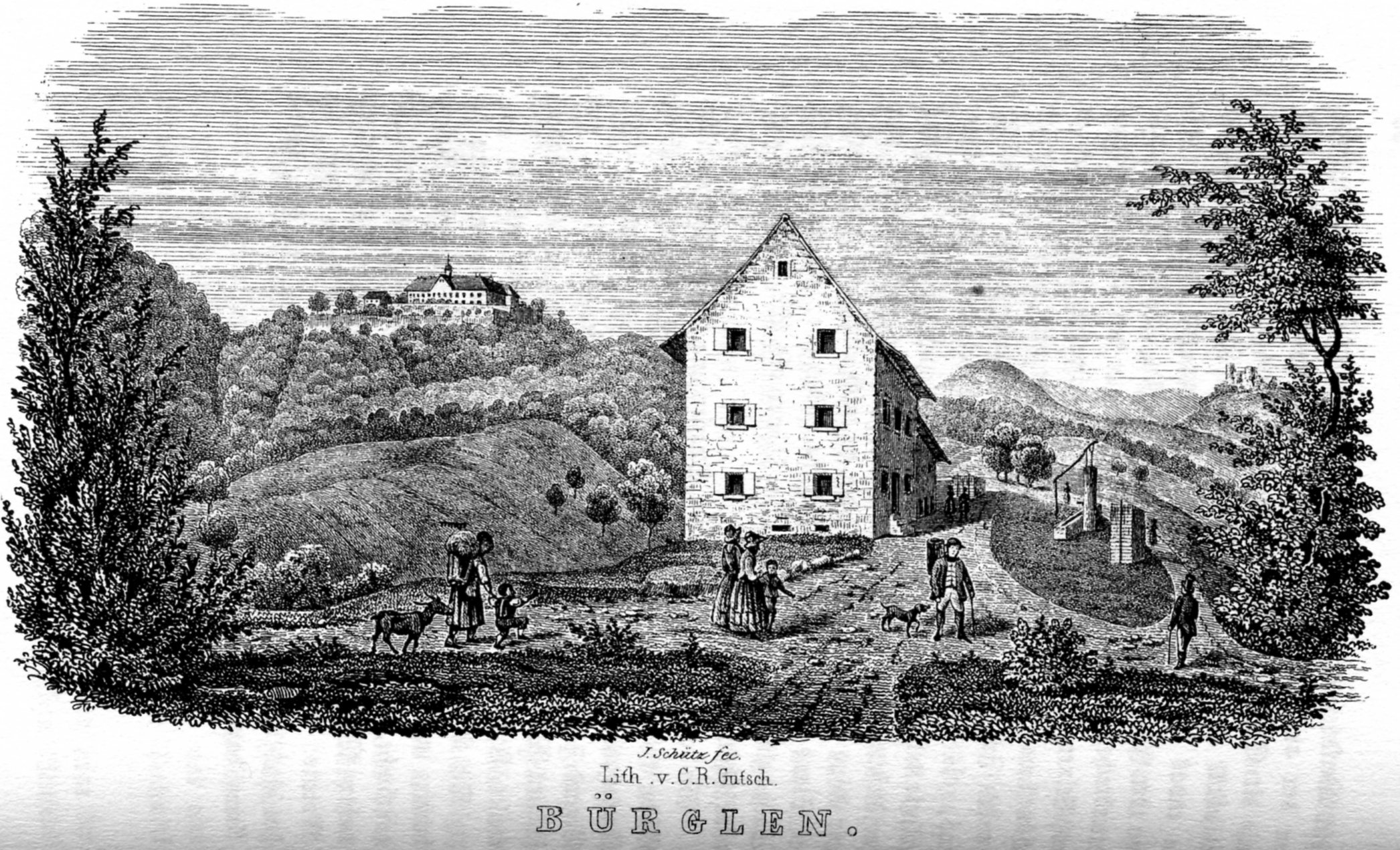
Schloss Bürgeln im Hintergrund links (um 1840)

Das Großherzogtum Baden verkaufte das Schloss bereits 1809 an einen Landwirt. 1822 kaufte der katholische Religionsfonds in Freiburg den Nordtrakt mit der Kapelle. In der Folge gab es noch eine Reihe weiterer Besitzer des Schlosses oder von Teilen desselben. Der nahe Kurort Badenweiler legte eine gastronomische Nutzung von Schloss Bürgeln als Ausflugsziel nahe. 1912 übernahm jedoch Elisabeth Baronin von Gleichenstein (1850–1930) das Schloss. Sie erweiterte einerseits das Schloss um einen Anbau und schränkte andererseits den öffentlichen Zugang ein.
Als sie 1920 Bürgeln an Konsul Felix Schleyer verkaufen wollte, schlossen sich Gemeinden und Bürger des Markgräflerlandes im Bürgeln-Bund zusammen, um das Schloss der Öffentlichkeit zu erhalten. Der badische Staat nahm sein Vorkaufsrecht wahr und verhinderte so den Privatverkauf. Der Bürgeln-Bund stellte der (damals noch selbständigen) Gemeinde Obereggenen den Kaufpreis zur Verfügung und die Gemeinde übertrug im Gegenzug vertraglich die Rechte und Pflichten des Grundeigentums auf den Bürgeln-Bund.
Nach dem Kauf waren die Mittel des Bürgeln-Bundes erschöpft und man suchte für Erhalt und Ausbau einen privaten Pächter, den man in Richard Sichler fand, der sich zur Kur in Badenweiler aufhielt. Sichler war seit 1922 Generaldirektor der Lingner-Werke AG in Dresden. Für die Umgestaltung der Bauten wählte Sichler den Architekten Theodor Veil, der vor der Westseite die Terrasse anlegte und die Treppe zurückversetzte. Im Inneren musste das Schloss vollständig und grundlegend renoviert werden. Am 19. September 1926 waren die langwierigen Renovierungsarbeiten, die Sichler aus privaten Mitteln bestritt, beendet und eine viertägige Eröffnungsfeier begann.
1939 kam Sichler aus Asien nach Deutschland zurück und lebte auf Schloss Bürgeln. Es gab beständig Querelen über die Nutzung des Schlosses, die auch in der Presse und vor Gericht ausgetragen wurden. Nach dem Krieg holte Sichler fünf Schwestern der Benediktinerinnen von der Heiligen Lioba (eine Ordensgemeinschaft der Benediktinerinnen) aus deren Kloster in Günterstal nach Bürgeln, wo sie als Gärtnerinnen und als Fremdenführerinnen tätig waren. 1952 starb Sichler im Krankenhaus von Müllheim – nahe Schloss Bürgeln – an den Folgen einer Embolie. 1957 endete das Pachtverhältnis und der Bürgeln-Bund übernahm den Unterhalt des Schlosses in eigener Regie.

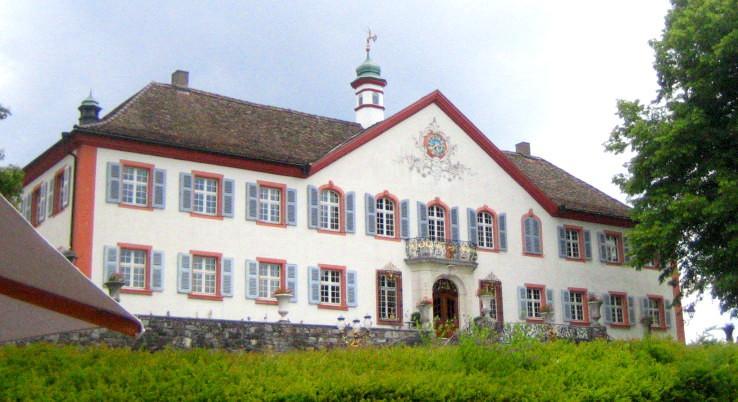
Schloss Bürgeln – Front/Westseite
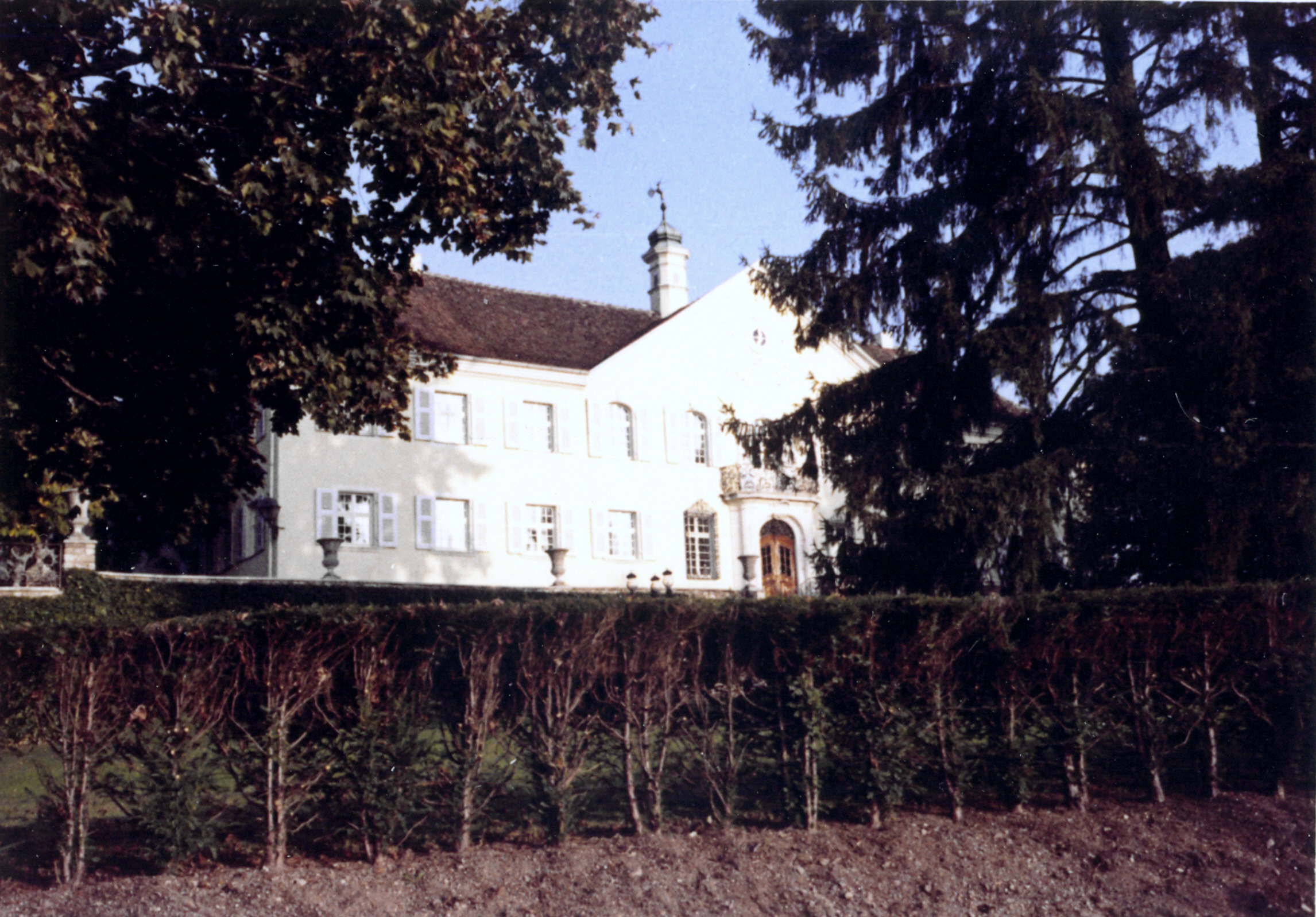
Westfassade vor der Renovation 1961
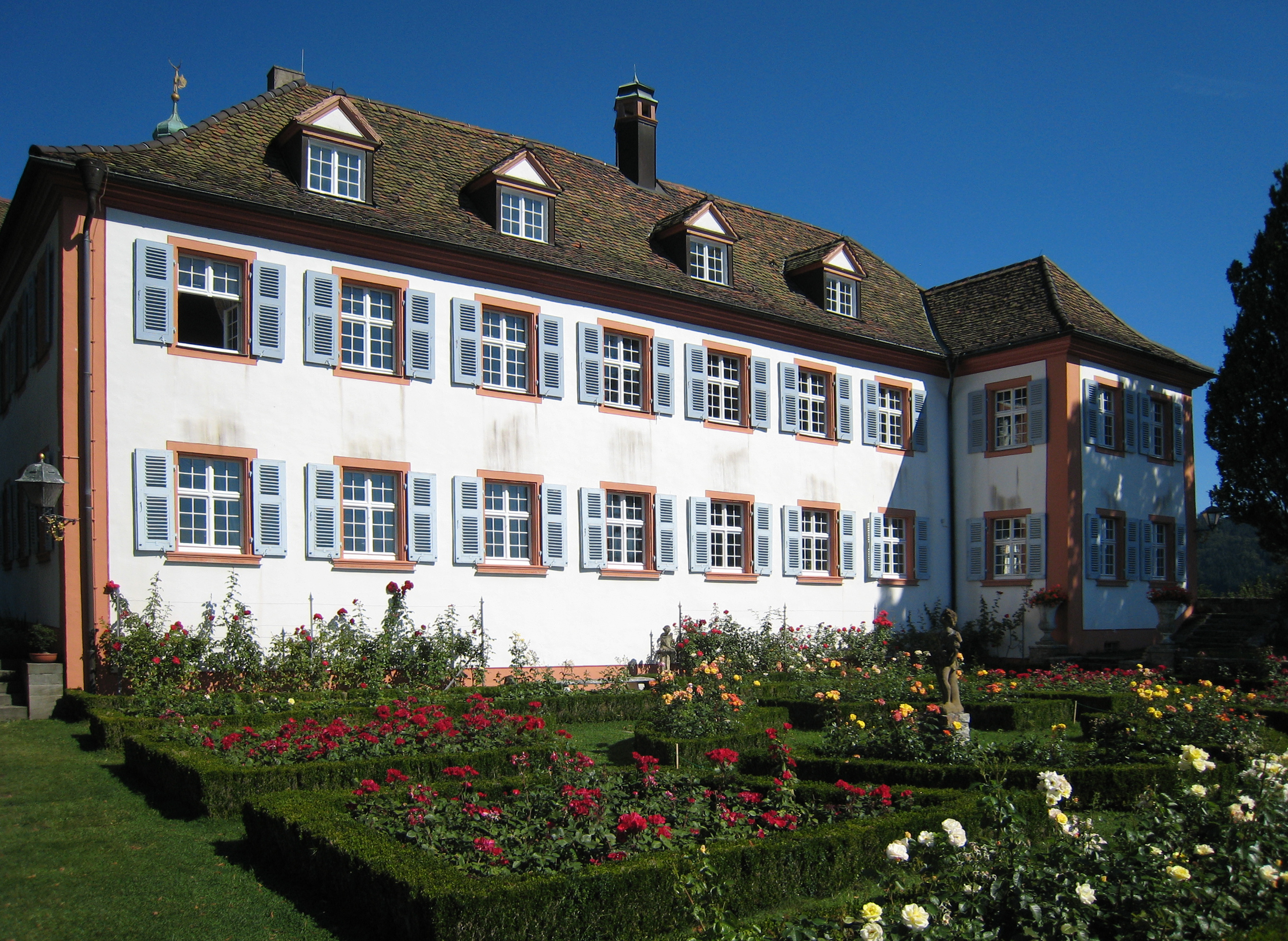
Schloss Bürgeln – Südseite mit Rosengarten
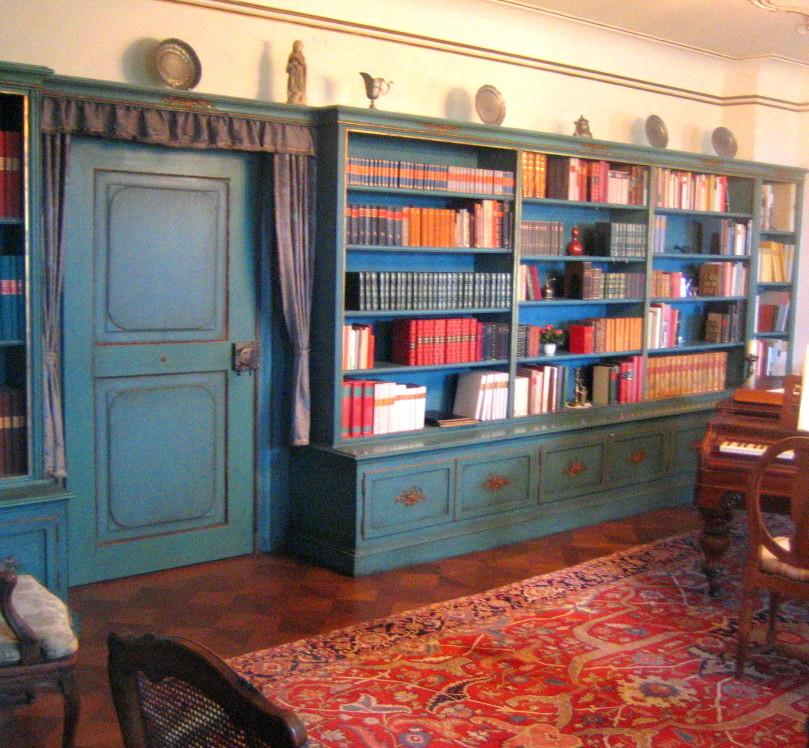
Schloss Bürgeln – Bibliothek
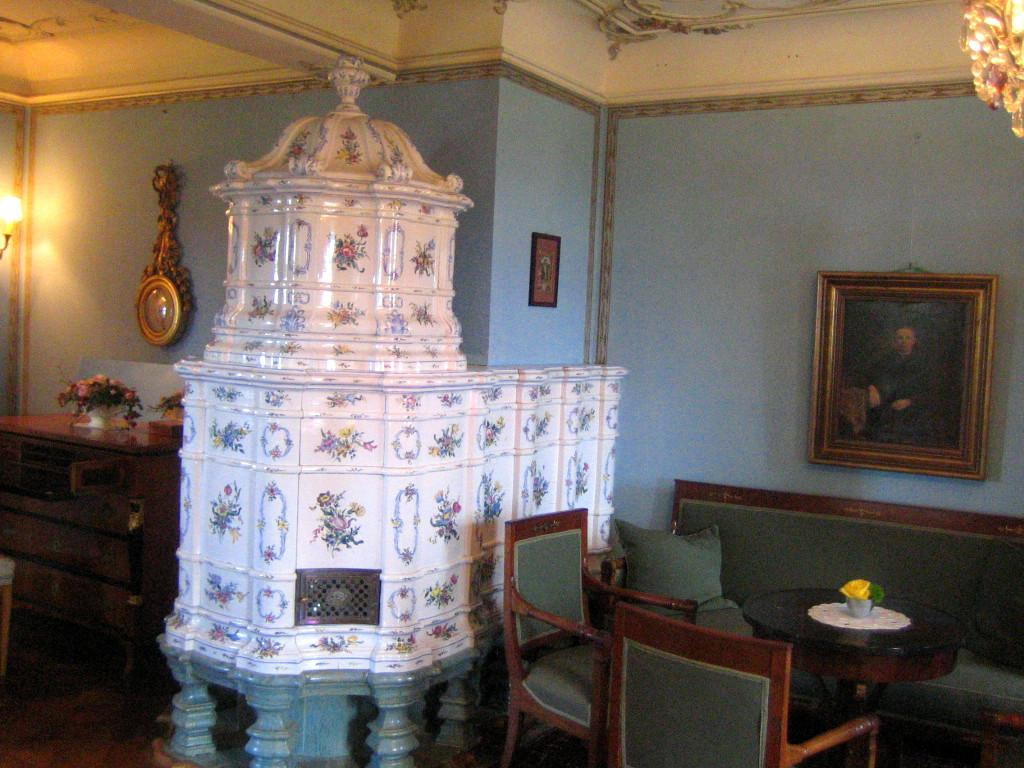
Schloss Bürgeln – Salon mit Kachelofen

## Versteigerung der Sammlungen von Sichler 1957
Kurz vor seinem Tod hatte Sichler noch im Mai 1952 mit dem damaligen Bundesland Baden zwei Verträge über den Ankauf der ihm gehörenden Einrichtungsgegenstände des Schlosses und der Kunstsammlungen für 450.000 DM abgeschlossen. Für Baden unterzeichnete der Staatspräsident Leo Wohleb, der auch in privaten Beziehungen zu den Sichlers stand.
Bereits am 9. Dezember 1951 hatte sich die Mehrheit der Württemberger und Nordbadener in einer umstrittenen Volksabstimmung für die Bildung eines neuen gemeinsamen Bundeslandes Baden-Württemberg ausgesprochen, dem die widerstrebenden Südbadener angegliedert wurden. Am 9. März 1952 wurde eine verfassunggebende Landesversammlung gewählt. Auf einer Sitzung am 25. April 1952 wurde der erste Ministerpräsident gewählt. Damit war das Land Baden-Württemberg gegründet.
Das neue Bundesland, vertreten durch den Finanzminister Karl Frank, erkannte daher die Kaufverträge nicht an. Dies führte letztlich 1957 zur Versteigerung des Inventars im Auftrag von Sichlers Witwe Nelly (geborene Rosselet). Der Nachlass wurde vom 23. bis 26. September 1957 auf Schloss Bürgeln durch das Bonner Auktionshaus Küppers und Bödiger versteigert. Es handelte sich um eine umfangreiche Sammlung von Möbeln, Kachelöfen, Porzellanen, ostasiatischem Kunstgewerbe, Miniaturen, Glas, Bronzen, Gartenplastiken und Bildern.

## Heutige Nutzung
Heute finden auf Schloss Bürgeln, vor allem im Sommer, zahlreiche Veranstaltungen statt, unter anderem Tagungen, Seminare, Konzerte (mit der Hochschule für Musik Freiburg) und Feste. Im Februar 2017 wurde die bisherige elektronische Orgel in der Schlosskapelle durch eine Pfeifenorgel (mit einem Manual und ohne Pedal) des Orgelbauers Vleugels ersetzt.
Mitte der 1980er Jahre war das Schloss Drehort einer ZDF-Serie mit dem Titel Lorentz & Söhne. Handlung war die Geschichte der Familie Lorentz und deren Weingut. Auch 2009 drehte die Bavaria Fiction GmbH Szenen des Films Manche mögen’s glücklich für Das Erste am Schloss Bürgeln.